# John Hancock Tower
John Hancock Tower, chiamato anche 200 Clarendon Street o The Hancock, è un grattacielo situato a Boston, negli Stati Uniti.

## Descrizione
L'edificio fu progettata da Henry N. Cobb dello studio IM Pei & Partners e fu completato nel 1976. Nel 1977, l'American Institute of Architects ha assegnato allo studio che l'ha progettato il National Honor Award e nel 2011 ha vinto il premio Twenty-five Year Award. Con 62 piani e un'altezza di 240 m, è dal 1976 l'edificio più alto di Boston e del New England. Quando fu inaugurato, la John Hancock Insurance era il principale inquilino dell'edificio, ma la società annunciò nel 2004 che alcuni uffici si sarebbero trasferiti in una nuova struttura al 601 Congress Street, nel quartiere Fort Point.
La torre fu originariamente chiamata con il nome della compagnia assicurativa che la occupava.